# Юная мисс США 2006
Юная Мисс США 2006 (англ. Miss Teen USA 2006) — 24-й национальный конкурс красоты, проводился в Palm Springs Convention Center, Палм-Спрингс, Калифорния. Победительницей стала Кэти Блэр, представительница штата Монтана.
Город Палм-Спрингс принял конкурс красоты в третий раз. Ранее, в этом городе проводился конкурс для подростков в 2003 и 2004 годах. 51 участница 10 августа приняли участие в предварительном шоу, где они выходили в купальниках и вечерних платьях. По результатам этого шоу были определены 15 участниц.

## Результат

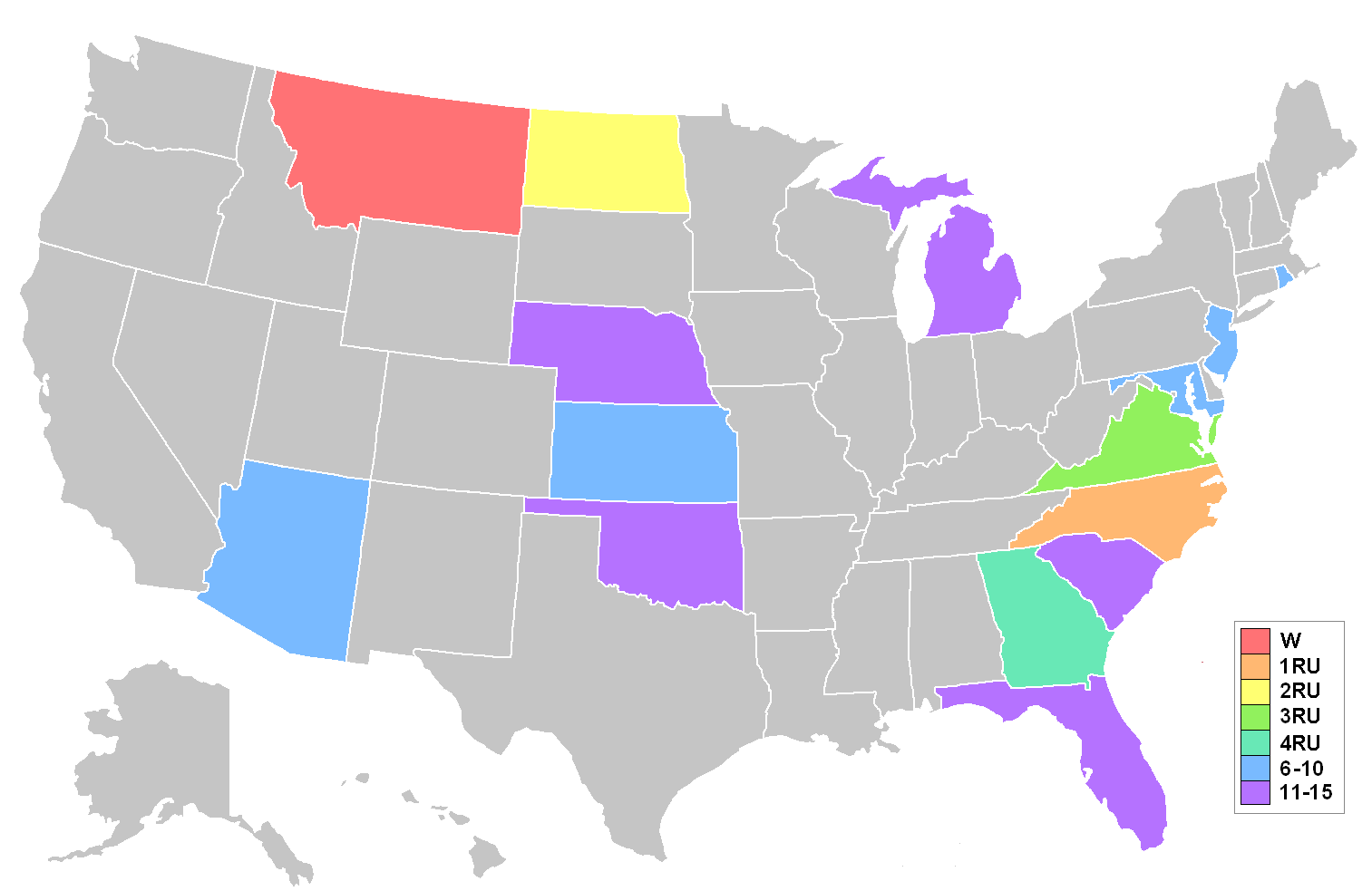
Штаты финалистки конкурса красоты «Юная Мисс США 2006»

### Места
| Итоговый результат | Участница |
| ------------------ | --- |
| Юная Мисс США 2006 | - Монтана — Кэти Блэр |
| 1-я Вице Мисс      | - Северная Каролина — Мелисса Лингафелт |
| 2-я Вице Мисс      | - Северная Дакота — Кэти Купер |
| 3-я Вице Мисс      | - Виргиния — Саманта Кейси |
| 4-я Вице Мисс      | - Джорджия — Бриттани Шарп |
| Топ 10             | - Аризона — Эмиральд Зеллерс - Канзас — Гентри Миллер - Мэриленд — Джэми О’Брайэн - Нью-Джерси — Джулианна Уайт - Род-Айленд — Шелин МакНэлли    |
| Топ 15             | - Флорида — Дженнифер Ву - Мичиган — Ракель МакКлендон - Небраска — Даниэль Зуровски - Оклахома — Морган Вулард - Южная Каролина — Бриттани Смит |

### Специальные награды
| Награда              | Участница                               |
| -------------------- | --------------------------------------- |
| Мисс Конгениальность | - Колорадо — Блэр Гриффит               |
| Мисс Фотогеничность  | - Северная Каролина — Мелисса Лингафелт |

## Участницы
| - Алабама — Карла Бауманн - Аляска — Деген Каспер - Аризона — Эмеральд Зеллерс - Арканзас — Тейлор Райт - Калифорния — Джессика Пауэлл - Колорадо — Блэр Гриффит - Коннектикут — Кристен Хит - Делавэр — Эрика Сэвидж - Вашингтон (округ Колумбия) — Жасмин Нирнбергер - Флорида — Дженнифер Вутэн - Джорджия — Бриттани Шарп - Гавайи — Ханна Томас - Айдахо — Брианна Викланд - Иллинойс — Цейтлин Гленн - Индиана — Халли Уоллес - Айова — Даниэль Малатек - Канзас — Гентри Миллер - Кентукки — Тиффани Витроу - Луизиана — Келси Лоусон - Мэн — Донна Шлипер - Мэриленд — Джэми О’Брайэн - Массачусетс — Каролина Карузо - Мичиган — Рэйчел МакКлендон - Миннесота — Эми Блу - Миссисипи — Раеган Раулстон - Миссури — Бреанна Хеллингхорст | - Монтана — Кэти Блэр - Небраска — Даниэль Зуроски - Невада — Джорджина Воган - Нью-Гэмпшир — Камилла Вестбрукс - Нью-Джерси — Джулианна Уайт - Нью-Мексико — Ракель Падилья - Нью-Йорк — Кэндис Куйкендалл - Северная Каролина — Мелисса Лингафельт - Северная Дакота — Кэти Купер - Огайо — Пейтон МакКормик - Оклахома — Морган Вулард - Орегон — Келси Рэй Альберти-Флауерс - Пенсильвания — Инесса Родригес - Род-Айленд — Шаэлин Макнелли - Южная Каролина — Бриттани Смит - Южная Дакота — Александра Хоффман - Теннесси — Эшли Дархэм - Техас — Раэван Валадес - Юта — Элизабет Энн Лейда - Вермонт — Кэтрин Уильямс - Виргиния — Саманта Кейси - Вашингтон — Кендра Ли Тимм - Западная Виргиния — Лора Галлахер - Висконсин — Бишара Дорре - Вайоминг — Кэти Ламберт |

## Участие в прошлом в других конкурсах красоты
- Тейлор Райт,  Арканзас — 1-я Вице Мисс, Юная Мисс Арканзас 2005
- Блэр Гриффит,  Колорадо — 2-я Вице Мисс, Юная Мисс Колорадо 2005; 3-я Вице Мисс, Юная Мисс Колорадо 2004
- Даниэль Малатек,  Айова — 2-я Вице Мисс, Юная Мисс Айова 2005
- Келси Лосон,  Луизиана — 3-я Вице Мисс, Юная Мисс Луизиана 2005; 4-я Вице Мисс, Юная Мисс Луизиана 2004
- Донна Шлипер,  Мэн — 1-я Вице Мисс, Юная Мисс Мэн 2005; 3-я Вице Мисс, Юная Мисс Мэн 2004; Полуфиналистка, Юная Мисс Мэн 2003
- Джэми О’Брайэн,  Мэриленд — Полуфиналистка, Юная Мисс Мэриленд 2004
- Ракель МакКлендон,  Мичиган — Финалистка, Юная Мисс Мичиган 2005
- Эми Блу,  Миннесота — Полуфиналистка, Юная Мисс Миннесота 2004
- Реган Ролстон,  Миссисипи — 4-я Вице Мисс, Юная Мисс Миссисипи 2005
- Бреанна Хьюллингорст,  Миссури — Полуфиналистка, Юная Мисс Миссури 2005
- Джулианна Уайт,  Нью-Джерси — Полуфиналистка, Юная Мисс Нью-Джерси 2005
- Шелин МакНэлли,  Род-Айленд — Полуфиналистка, Юная Мисс Род-Айленд 2005
- Рэван Валадес,  Техас — участница, Юная Мисс Остин 2005 (Юная Мисс Техас)
- Саманта Кейси,  Виргиния — 1-я Вице Мисс, Юная Мисс Виргиния 2005; 1-я Вице Мисс, Юная Мисс Виргиния 2004
- Лора Галлахер,  Западная Виргиния — 3-я Вице Мисс, Юная Мисс Западная Виргиния 2005
- Мелисса Лингафелт,  Северная Каролина — 1-я Вице Мисс, Юная Мисс Северная Каролина 2005

## Участие в других конкурсах красоты
- Бишара Дорр,  Висконсин победительница «Miss Wisconsin's Outstanding Teen 2007» и вошла в Топ 10 на «Miss America's Outstanding Teen 2007».
- Александра Хоффман[англ.],  Южная Дакота победительница «Мисс Южная Дакота 2008» и вошла в Топ 15 на Мисс Америка 2009[англ.].
- Джиорджина Вон,  Невада победительница «Мисс Невада 2009» и участница Мисс США 2009.
- Саманта Кейси,  Виргиния победительница «Мисс Виргиния 2010» и участница Мисс США 2010, где она стала 2-й Вице Мисс.
- Морган Вулард,  Оклахома победительница «Мисс Оклахома 2010» и участница Мисс США 2010, где она стала 1-й Вице Мисс.
- Джулианна Уайт,  Нью-Джерси стала «Мисс Нью-Джерси 2011» и участница Мисс США 2011.
- Эшли Дархэм[англ.],  Теннесси победительница «Мисс Теннесси 2011», стала 1-я Вице Мисс на «Мисс США 2011».
- Блэр Гриффит,  Колорадо победительница «Мисс Колорадо 2011» и участница Мисс США 2011.
- Кэти Блэр,  Монтана победительница «Юная Мисс США» и позже получила титул «Мисс Калифорния 2011».
- Гентри Миллер,  Канзас победительница «Мисс Канзас 2012» и участвовала в Мисс США 2012.
- Бриттани Шарп,  Джорджия победительница «Мисс Джорджия 2013» и участвовала в Мисс США 2013.
- Кендес Кайкендалл,  Нью-Йорк победительница «Мисс Нью-Йорк 2014» и участвовала в Мисс США 2014.

## Судьи
- Дрейк Белл
- Дэрин Брукс
- Броди Дженнер
- Хейден Панеттьер
- Сьюзан М. Шульц[англ.]
- Челси Смит
- Дэвид Веред